# Vriesea atropurpurea
Vriesea atropurpurea är en gräsväxtart som beskrevs av Silveira. Vriesea atropurpurea ingår i släktet Vriesea och familjen Bromeliaceae. Inga underarter finns listade i Catalogue of Life.